# Zmarli w sierpniu 2018

## Sierpień 2018
- 31 sierpnia
  - Lubomira Broniarz-Press – polska chemiczka, prof. dr hab.[1][2]
  - Susan Brown – amerykańska aktorka[3]
  - Luigi Luca Cavalli-Sforza – włoski antropolog, genetyk populacyjny[4]
  - José Luis Dibildox Martínez – meksykański duchowny rzymskokatolicki, biskup Tampico i Tarahumara[5][6]
  - Tadeusz Federowski – polski perkusista jazzowy, członek zespołu Old Timers[7]
  - Gloria Jean – amerykańska aktorka[8]
  - Carole Shelley – angielska aktorka[9]
  - Jadwiga Siemińska – polska botaniczka specjalizująca się w fykologii, taterniczka i alpinistka[10]
  - David Yallop – brytyjski pisarz[11]
  - Aleksandr Zacharczenko – rosyjski wojskowy, samozwańczy przywódca Donieckiej Republiki Ludowej[12]
- 30 sierpnia
  - Józef Glinka – polski duchowny katolicki, werbista, misjonarz i antropolog[13]
  - Jerzy Kamiński – polski żołnierz podziemia niepodległościowego w czasie II wojny światowej, uczestnik powstania warszawskiego, kawaler orderu Virtuti Militari[14]
  - Iosif Kobzon – rosyjski piosenkarz[15]
  - Tadeusz Lankamer – polski geograf i kartograf[16]
  - Feliks Malinowski – polski tancerz[17]
- 29 sierpnia
  - Sylwester Kozera – polski muzyk, współzałożyciel i członek Kapeli Czerniakowskiej[18]
  - Tatjana Kuzniecowa – rosyjska kosmonautka, pułkownik lotnictwa i inżynier[19]
  - Erich Lessing – austriacki fotografik[20]
  - Tadeusz Majdecki – polski neurolog, dr hab. med., uczestnik powstania warszawskiego[21][22]
  - Ellie Mannette – trynidadzki muzyk, producent instrumentu steel pan[23]
  - Vanessa Marquez – amerykańska aktorka[24]
  - Zbigniew Mateńko – polski zawodnik piłki ręcznej[25][26]
  - James Mirrlees – brytyjski ekonomista, laureat Nagrody Nobla w dziedzinie ekonomii[27]
  - Marie Severin – amerykańska rysowniczka komiksów[28][29]
  - Jan Słabysz – polski weteran II wojny światowej, uczestnik szarży pod Borujskiem oraz zaślubin Polski z Bałtykiem w 1945 roku[30]
  - Paul Taylor – amerykański choreograf[31]
- 28 sierpnia
  - Silvano Campeggi – włoski malarz[32]
  - Gary Friedrich – amerykański scenarzysta komiksów[28]
  - Michael Pickwoad – amerykański scenograf[33][34]
  - Stanisław Słodowy – polski rzeźbiarz, nauczyciel akademicki[35][36]
  - Witold Andrzej Thumenas – polski architekt[37]
  - Szczepan Wesoły – polski duchowny katolicki, arcybiskup[38]
- 27 sierpnia
  - Konrad Keler – polski duchowny katolicki, werbista i publicysta, Honorowy Obywatel gminy Lubomia[39]
  - Józef Kossowski – polski skrzypek, artysta ludowy[40][41]
  - Ron Newman – angielski piłkarz, trener[42]
  - Franciszek Rogowski (lekarz) – polski specjalista chorób wewnętrznych i medycyny nuklearnej, prof. dr hab.[43][44][45]
  - Józef Semik – polski (nadinspektor), zastępca Komendanta Głównego Policji i podsekretarz stanu w MSWiA[46]
  - Fredd Wayne – amerykański aktor[47]
- 26 sierpnia
  - Inge Borkh – niemiecka śpiewaczka operowa[48]
  - Tony Hiller – angielski autor piosenek, producent nagrań[49]
  - Thomas O’Brien – amerykański duchowny katolicki, biskup[50]
  - Kyle Pavone – amerykański wokalista i klawiszowiec, członek zespołu We Came as Romans[51]
  - Neil Simon – amerykański dramaturg i scenarzysta filmowy[52]
  - Wiesława Torzecka – polska specjalistka w dziedzinie diabetologii i gastrologii, prof. dr hab. n. med.[53][54][55]
- 25 sierpnia
  - Art Bragg – amerykański lekkoatleta, sprinter[56]
  - Dieudonné Bogmis – kameruński duchowny katolicki, biskup[57]
  - Jean Darot – francuski lekkoatleta, kulomiot i dyskobol[58]
  - John McCain – amerykański polityk, senator, kandydat Partii Republikańskiej na prezydenta w 2008[59]
  - Henryk Kucharski – polski strażak, społecznik, Honorowy Obywatel Gminy Teresin[60]
  - Noam Sheriff – izraelski kompozytor[61]
  - Tadeusz Rudolf – polski ekonomista, polityk, minister pracy, płac i spraw socjalnych (1974–1979), minister (1979–1981)[62]
- 24 sierpnia
  - DJ Ready Red – amerykański DJ i producent muzyczny, członek zespołu Geto Boys[63]
  - Tom Frost – amerykański wspinacz i fotograf[64]
  - Robert Grzywocz – polski piłkarz[65]
  - Irena Hejduk – polska ekonomistka, prof. dr hab.[66][67][68]
  - Michał Iwaszkiewicz – polski ekonomista, rektor Wyższej Szkoły Umiejętności Społecznych w Poznaniu[69]
  - Dominik Kalata – słowacki duchowny katolicki, biskup tytularny[70]
  - Janusz Kantorski – polski trener koszykówki[71][72]
  - Helena Kurmanowicz – polski architekt[73]
  - Jeff Lowe – amerykański alpinista, konstruktor sprzętu wspinaczkowego[74]
  - Javier Otxoa – hiszpański niepełnosprawny kolarz, dwukrotny mistrz paraolimpijski[75]
  - Aleksiej Paramonow – rosyjski piłkarz, trener[76]
  - Walentina Rastworowa – rosyjska florecistka, trzykrotna medalistka olimpijska[77]
  - Ciril Zlobec – słoweński pisarz, poeta i tłumacz[78]
- 23 sierpnia
  - Andrij Fedecki – ukraiński piłkarz i trener[79]
  - Delio Gamboa – kolumbijski piłkarz[80]
  - Bartłomiej Kankowski – polski skoczek spadochronowy, żołnierz Jednostki Wojskowej GROM[81]
  - Alaksandr Lipaj – białoruski dziennikarz, założyciel i dyrektor niezależnej białoruskiej agencji informacyjnej BiełaPAN[82][83]
  - Jorge Maucchi – peruwiański duchowny, salezjanin, pisarz[84]
  - Ivan Nagy – słowacki aktor i reżyser[85]
  - Jean-Michel Pirot – francuski malarz[86]
  - Angie Rose – polsko-francuska modelka i piosenkarka[87][88]
  - George Walker – amerykański kompozytor[89]
- 22 sierpnia
  - Sadou Hayatou – kameruński polityk, minister, premier Kamerunu w latach 1991–1992[90]
  - Hanna Kamińska – polska spikerka radiowa i lektorka[91]
  - Ed King – amerykański gitarzysta rockowy, członek zespołu Lynyrd Skynyrd[92]
  - Lazy Lester – amerykański muzyk bluesowy[93]
  - Eugeniusz Mielnicki – polski elektryk, działacz związkowy[94]
  - Jesús Torbado(inne języki) – hiszpański pisarz[95]
- 21 sierpnia
  - George Andrie – amerykański futbolista[96]
  - Barbara Harris – amerykańska aktorka[97]
  - Elżbieta Laskiewicz – polska aktorka[98]
  - Jerzy Lewicki – polski inżynier elektryk, profesor Politechniki Rzeszowskiej[99]
  - Henryk Lis – polski specjalista w zakresie administracji i organizacji służby weterynaryjnej oraz epizootiologii, prof. dr hab.[100][101]
  - Hanna Mina – syryjski pisarz[102]
  - Jerzy Nowakowski – polski artysta plastyk, projektant, plastyk wojewódzki i miejski, działacz społeczny[103]
  - Stefán Karl Stefánsson – islandzki aktor[104]
  - Craig Zadan – amerykański producent[105]
- 20 sierpnia
  - Uri Awneri – izraelski działacz społeczny, polityk i publicysta[106]
  - Alistair Eeckman – amerykański triathlonista[107][108]
  - Gertruda Grawe – łotewska działaczka polonijna i nauczycielka, dama orderów[109]
  - Roman Kaszyński – polski elektrotechnik, dr hab. inż.[110][111]
  - Marian Kępiński – polski prawnik, profesor nauk prawnych[112]
  - Stanisław Lato – polski historyk[113]
  - Jimmy McIlroy – północnoirlandzki piłkarz[114]
  - Eddie Willis – amerykański gitarzysta soulowy[115]
- 19 sierpnia
  - Khaira Arby – malijska piosenkarka[116]
  - Darrow Hooper – amerykański lekkoatleta, kulomiot[117]
  - Miguel Irizar Campos – hiszpański duchowny katolicki, pasjonista, biskup[118]
  - Jerzy Jastrzębski – polski fizyk jądrowy, prof. dr hab.[119][120]
  - Zdzisław Piotr Kośmicki – polski specjalista w zakresie budowy i eksploatacji maszyn, prof. dr inż.[121][122]
- 18 sierpnia
  - Kofi Annan – ghański polityk i dyplomata, sekretarz generalny ONZ w latach 1997–2006, laureat Pokojowej Nagrody Nobla (2001)[123]
  - Jack Costanzo – amerykański perkusjonista jazzowy[124]
  - Ben Cross – angielski aktor[125]
  - Gaetano Gifuni – włoski prawnik i urzędnik państwowy, minister bez teki (1987), sekretarz generalny administracji prezydenta (1992–2006)[126]
  - Mariusz Hermansdorfer – polski historyk i krytyk sztuki, w latach 1983–2013 dyrektor Muzeum Narodowego we Wrocławiu[127]
  - Ronnie Moore – nowozelandzki żużlowiec[128]
  - Wiesław Opalski – polski prawnik, rektor i profesor nadzwyczajny Wyższej Szkoły Administracji Publicznej w Ostrołęce[129][130]
  - Bronisław Opałko – polski artysta kabaretowy, aktor, kompozytor i autor tekstów[131]
  - Henryk Słowiński – polski uczestnik II wojny światowej, agronom, prof. dr hab.[132][133][134]
- 17 sierpnia
  - Rudolf Basista – polski duchowny katolicki, przełożony zgromadzenia oblatów w Skandynawii w latach 1977–1992[135]
  - Leonard Boswell – amerykański polityk[136][137]
  - Józef Fryźlewicz – polski aktor, poeta, dramatopisarz[138]
  - Janusz Izbicki – polski działacz kulturalny, kawaler orderów[139]
  - Elżbieta Kuczyńska – polska piosenkarka i gitarzystka[140]
- 16 sierpnia
  - Antoni Chmielnicki – polski inżynier, konstruktor samochodów ciężarowych[141]
  - Danuta Dąbrowska – polska historyczka literatury i krytyczka literacka[142]
  - Aretha Franklin – amerykańska wokalistka nazywana „Królową Soulu”, laureatka Nagród Grammy[143]
  - Konrad Gaca – polski przedsiębiorca, publicysta, prezenter telewizyjny, promotor zdrowego stylu życia[144][145]
  - Kim Yŏng Ch’un – północnokoreański dowódca wojskowy, polityk[146]
  - Warwick Selvey – australijski lekkoatleta, dyskobol i kulomiot[147]
  - Count Prince Miller – brytyjski piosenkarz reggae i aktor pochodzący z Jamajki[148]
  - Jelena Szuszunowa – radziecka i rosyjska gimnastyczka, mistrzyni olimpijska, świata i Europy[149]
  - Atal Bihari Vajpayee – indyjski polityk i poeta, w latach 1977–1979 minister spraw zagranicznych, w latach 1996, 1998–2004 premier[150]
  - Erik Vankeirsbilck – belgijski polityk i samorządowiec, przewodniczący Izby Reprezentantów (1988)[151]
  - Andrzej Zbrodowski – polski chirurg, doc. dr hab. n. med., dziekan Akademii Wychownia Fizycznego w Warszawie[152][153][154][155]
- 15 sierpnia
  - Zdzisław Adamczewski – polski geodeta, prof. zw. dr hab.[156]
  - Rita Borsellino – włoska polityk, działaczka antymafijna, eurodeputowana[157]
  - Jarosław Dziemian – polski przedsiębiorca[158][159]
  - François Garnier – francuski duchowny katolicki, arcybiskup[160]
  - Leonard Jaroszewski – polski działacz harcerski i społeczny, Honorowy Obywatel Miasta Koła[161][162]
  - Stanisław Kryś – polski działacz samorządowy i partyjny, przewodniczący Prezydium Miejskiej Rady Narodowej w Kaliszu (1969–1973)[163]
  - Vivian Matalon – brytyjski reżyser teatralny[164]
  - Wojciech Müller – polski grafik i plastyk, profesor sztuk plastycznych[165][166]
  - Queeneth Ndaba – południowoafrykański piosenkarz jazzowy[167]
  - Mariusz Osmelak – polski aktor[168][169][170][171]
  - John Shipley Rowlinson – brytyjski chemik i historyk nauki[172]
- 14 sierpnia
  - Charles Grahmann – amerykański duchowny katolicki, biskup[173]
  - Jill Janus – amerykańska wokalistka, członkini zespołu Huntress[174]
  - Tomasz Jędrzejak – polski żużlowiec[175]
  - Mary Pratt – kanadyjska malarka[176]
  - Mario Trebbi – włoski piłkarz[177]
  - Eduard Uspienski – rosyjski pisarz[178]
  - Brunon Zwarra – polski publicysta, więzień niemieckich obozów koncentracyjnych w czasie II wojny światowej[179]
- 13 sierpnia
  - Zvonko Bego – chorwacki piłkarz[180]
  - Salvatore Cantalupo – włoski aktor[181]
  - Georges Hausemer – luksemburgski pisarz[182]
  - Józef Kordek – polski duchowny katolicki, misjonarz[183]
  - Jim Neidhart – amerykański wrestler[184][185]
  - Spirit – amerykański producent muzyczny i wydawca[186][187][188]
- 12 sierpnia
  - Samir Amin – egipski ekonomista[189]
  - Peter Chadwick – amerykański matematyk i fizyk[190]
  - Miriam Nelson – amerykańska tancerka i choreografka[191]
  - Willy Rasmussen – norweski lekkoatleta, oszczepnik[192]
  - Michael Scott Rohan – szkocki pisarz fantasy i science fiction[193]
  - Kazimiera Utrata – polska aktorka[194]
- 11 sierpnia
  - Ivan Bohuš – słowacki historyk regionalny, muzeolog i publicysta[195]
  - Kazimierz Karabasz – polski reżyser filmów dokumentalnych i teoretyk tej dziedziny sztuki, współtwórca tzw. polskiej szkoły dokumentu[196]
  - Bernard Krawczyk – polski aktor[197][198]
  - Elżbieta Kryńska – polska ekonomistka, prof. dr hab.[199][200]
  - Urszula Krzyżanowska-Łagowska – polski socjolog, działaczka samorządu pielęgniarek i położnych[201]
  - Alfred Jerzy Meissner – polski chirurg, prof. dr hab. n. med.[202][203][204]
  - Wiesław Mrówczyński – polski filmowiec i kierowca rajdowy[205][206][207]
  - V.S. Naipaul – brytyjski prozaik i eseista, laureat Nagrody Nobla (2001)[208]
  - Fabio Mamerto Rivas Santos – dominikański duchowny katolicki, biskup Barahony (1976–1999)[209]
  - Tadeusz Życki – polski żołnierz konspiracji niepodległościowej w czasie II wojny światowej oraz powojennego podziemia antykomunistycznego[210]
- 10 sierpnia
  - Andriej Budnik – radziecki i rosyjski dyplomata, ambasador Rosji w Pakistanie (2009–2013)[211]
  - László Fábián – węgierski kajakarz, mistrz olimpijski z Melbourne (1956)[212]
  - Mahmut Makal – turecki pisarz i poeta[213]
  - Marian Wojdan – polski działacz podziemia niepodległościowego w czasie II wojny światowej oraz powojenny działacz kombatancki, kawaler orderów[214]
- 9 sierpnia
  - Dmitrij Brusnikin – rosyjski aktor teatralny i filmowy[215]
  - Jan Dojlido – polski chemik, prof. dr hab. inż.[216][217][218]
  - Jan Laskowski – polski polityk, I sekretarz KW PZPR w Olsztynie (1981–1986), poseł na Sejm PRL IX kadencji (1985–1989)[219]
  - Manfred Melzer – niemiecki duchowny katolicki, biskup[220]
  - Aldon Albin Zalewski – polski ekonomista, prof. dr hab.[221][222]
- 8 sierpnia
  - Göran Bundy – szwedzki dyplomata[223]
  - Ronald Crawford – australijski lekkoatleta, chodziarz[224]
  - Alojzy Fros – polski żołnierz, uczestnik II wojny światowej, działacz kombatancki, kawaler orderów[225][226]
  - Jarrod Lyle – australijski golfista[227]
  - Bogusław Mach – polski aktor[228][229][230]
- 7 sierpnia
  - Nicholas Bett – kenijski lekkoatleta, płotkarz[231]
  - Étienne Chicot – francuski aktor, scenarzysta, piosenkarz i kompozytor[232][233]
  - Krystyna Kamieńska-René – polska aktorka[234][235]
  - M. Karunanidhi – indyjski polityk, scenarzysta, producent filmowy, pisarz, dziennikarz, wydawca, poeta i dramaturg[236]
  - Stan Mikita – słowacko-kanadyjski zawodowy hokeista[237]
  - Tadeusz Waldemar Oleksiuk – polski specjalista w zakresie budowy i eksploatacji maszyn, prof. dr hab. inż.[238][239]
  - Carlos Almenar Otero – wenezuelski piosenkarz i kompozytor[240]
  - Tadeusz Pfützner – polski architekt, profesor Wydziału Architektury Politechniki Śląskiej[241]
  - Teresa Rabska – polska prawniczka, profesor zwyczajna i prorektor Uniwersytetu im. Adama Mickiewicza w Poznaniu[242]
  - Zbigniew Rusek – polski siatkarz[243]
  - Tadeusz Mikoś – polski wojskowy, generał brygady.[244]
- 6 sierpnia
  - Zygmunt Apostoł – polski aktor i śpiewak[245]
  - Wiesław Kamiński – polski adwokat i działacz samorządowy, członek Trybunału Stanu (1993–2001)[246]
  - Agata Klimek – polska kajakarka, sędzia kajakarstwa slalomowego[247]
  - Paul Laxalt – amerykański polityk[248]
  - Joël Robuchon – francuski restaurator i szef kuchni[249][250]
  - Tadeusz Terlikowski – polski pilot, uczestnik II wojny światowej, kawaler orderów[251]
- 5 sierpnia
  - Stanley Glasser – brytyjska kompozytorka pochodzenia południowoafrykańskiego[252]
  - Jens Maigaard – duński polityk, parlamentarzysta krajowy i europejski[253]
  - Stanisław Maleszewski – polski biolog, profesor Uniwersytetu Warszawskiego i Uniwersytetu w Białymstoku[254][255]
  - Bogusław Nowacki – polski lekkoatleta, chodziarz[256]
  - Sandra Pasternak – polska piosenkarka, członkini zespołu Czerwono-Czarni[257]
  - Charlotte Rae – amerykańska aktorka[258]
  - Piotr Szulkin – polski reżyser, scenarzysta, plastyk, autor książek, profesor Szkoły Filmowej w Łodzi[259]
- 4 sierpnia
  - Elżbieta Aleksandrowska – polski historyk literatury, prof. dr hab.[260][261]
  - Lorrie Collins – amerykańska piosenkarka[262]
  - Wojciech Czarny – polski taternik[263]
  - Stano Dančiak – słowacki aktor[264]
  - Janet Hargreaves – brytyjska aktorka[265]
  - Janusz Hochleitner – polski historyk, dr hab.[266][267]
  - Alaksandr Kulinkowicz – białoruski muzyk punk rockowy, wokalista, autor muzyki i tekstów, członek zespołu Neuro Dubel[268][269]
  - Tommy Peoples – irlandzki skrzypek folkowy[270]
  - Anna Sokołowa – rosyjska aktorka[271][272]
  - Romuald Spychalski – polski śpiewak operowy[273][274]
  - Leon Zawadowski – polski filolog, lingwista-romanista i teoretyk języka[275]
- 3 sierpnia
  - Kazimierz Diehl – polski działacz na rzecz osób głuchych, wieloletni prezes Polskiego Związku Głuchych[276]
  - Mosze Mizrachi – izraelski reżyser i scenarzysta filmowy, laureat Oskara[277]
  - Zbigniew Ścibor-Rylski – polski lotnik, oficer AK, generał brygady WP, prezes Związku Powstańców Warszawskich, kawaler Orderu Virtuti Militari[278]
  - Ronnie Taylor – brytyjski operator filmowy, laureat Oskara[279]
- 2 sierpnia
  - Armand de Las Cuevas – francuski kolarz torowy i szosowy[280][281]
  - Winston Ntshona – południowoafrykański aktor i dramaturg[282]
  - Stefan Rogaczewski – polski duchowny baptystyczny, wieloletni członek Naczelnej Rady Kościoła Chrześcijan Baptystów w PRL[283][284]
  - Daan Schrijvers – holenderski piłkarz[285]
- 1 sierpnia
  - Alija Behmen – bośniacki polityk, burmistrz Sarajewa, premier Federacji Bośni i Hercegowiny w latach 2001–2003[286]
  - Mary Carlisle – amerykańska aktorka[287]
  - Rick Genest „Zombie Boy” – kanadyjski artysta i model[288]
  - Julian Henisz – polski malarz[289][290][291]
  - Jan Kirsznik – polski saksofonista rock and rollowy, członek zespołu Rhythm and Blues[292][293]
  - Albert Kosler – niemiecki polityk i biolog, poseł do Volkskammer[294]
  - Józef Petruk – polski dowódca wojskowy, generał brygady WP[295]
  - Celeste Rodrigues – portugalska piosenkarka fado[296]
  - Jerzy Skrzypczak – polski architekt, autor wielu warszawskich wieżowców[297][298]
  - Tadeusz Wangrat – polski żołnierz w czasie II wojny światowej, autor ksiażek, wykładowca Politechniki Lubelskiej, Zasłużony dla Miasta Węgrowa[299][300]
  - Jan Zieliński – polski scenograf, plakacista i ilustrator[301][302]

data dzienna nieznana
- Mohamed Ag Almouner – przywódca saharyjskiego Państwa Islamskiego[303]
- Ryszard Czajka – polski specjalista w zakresie położnictwa i ginekologii, prof. dr hab. n. med.[304][305][306]
- Tadeusz Maliszewski – polski inżynier, kawaler orderów[307]
- Krzysztof Pacholski – polski elektrotechnik, dr hab. inż.[308][309]
- Miro Požun – słoweński trener piłki ręcznej[310]
- Michał Staśkiewicz – polski reżyser i publicysta[311]
- Stanisław Suchanek – polski żołnierz konspiracji niepodległościowej w czasie II wojny światowej oraz powojenny działacz kombatancki, kawaler orderów[312]